# Frederica Wilson

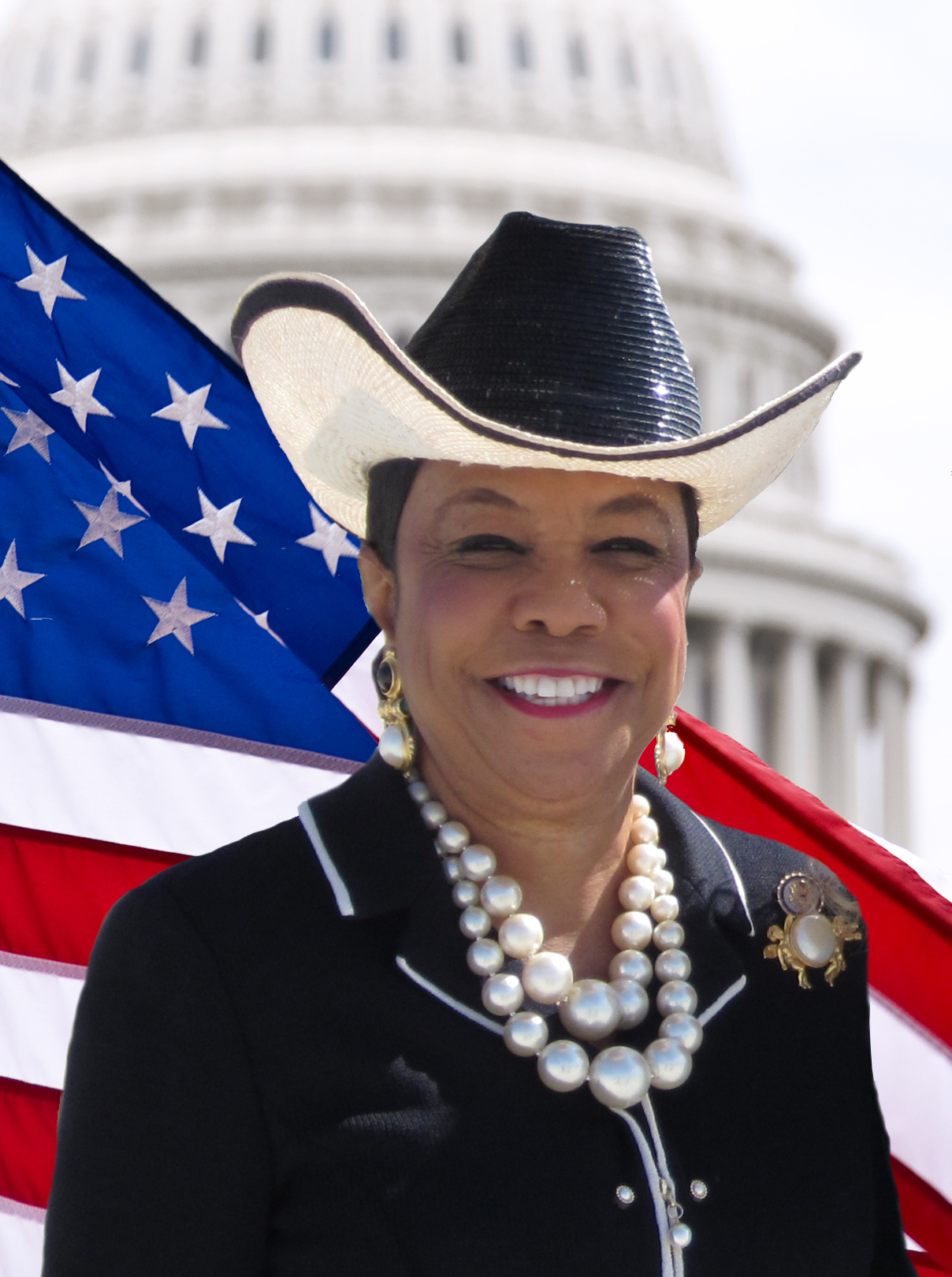
Frederica Wilson.

Frederica Wilson (nascida em 5 de novembro de 1942) é uma política da Flórida. É membro da Câmara dos Representantes dos Estados Unidos pelo 17 º distrito da Flórida. Ela é membro do Partido Democrata. Anteriormente a vaga foi ocupada por Kendrick Meek, que deixou o cargo para concorrer ao senado em 2010.

## Primeiros anos, educação e carreira
Wilson nasceu em 5 de novembro de 1942 em Miami, Flórida. Ela tem descendência das Bahamas. Wilson se formou em ciências pela Fisk University em 1963, e teve seu mestrado em ciências na Universidade de Miami em 1972. Ela foi diretora da Skyway Elementary School, em Miami. Ela atuou no Miami-Dade County School Board de 1992 a 1998.

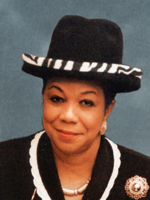
Retrato de Wilson como membro do senado estadual em 2007.

## Câmara dos Representantes
Quando Kendrick Meek anunciou que iria se candidatar ao senado em 2010, e venceu as primárias em 24 de agosto de 2010, Wilson anunciou sua candidatura ao 17 º distrito da Flórida no Congresso, ganhando em seguida a nomeação democrata. Em 2 de novembro de 2010 ela ganhou na eleição geral sem oposição republicana.

### Comitês atribuídos
- Comissão de Assuntos Externos
  - Subcomissão sobre a Ásia e Pacífico
- Comitê sobre Ciência e Tecnologia
  - Subcomissão da Aeronáutica
  - Subcomissão de Tecnologia e Inovação

## Vida pessoal
Wilson é viúva. Ela tem três filhos.
Wilson usa chapéus com frequência. Ela tem uma grande coleção que inclui centenas de chapéus de todas os tipos. Ela usa um a cada dia para homenagear sua av]. Ela pediu para o presidente da Câmara John Boehner para que tirasse a regra que proíbe o uso de chapéu no plenário da Câmara dos Representantes, regra que está em vigor desde 1837.